# Radomka (přítok Visly)
Radomka (dříve Radomierza, Radomierz) je řeka v Mazovském vojvodství v Polsku, levobřežní přítok řeky Visly. Délka toku je 117,3 km a velikost povodí je  2109,5 km².

## Popis
Zdrojnice řeky se nachází v lesích asi čtyři kilometry na jih od obce Przysucha v nadmořské výšce kolem 310 m n. m. v oblasti jurských pískovců a jílů. V této oblasti se také nachází přírodní rezervace Puszcza u pramenů Radomky (Rezerwat przyrody Puszcza u źródeł Radomki). Tok řeky směřuje severovýchodním směrem a ústí v nadmořské výšce 101 m n. m. zleva do řeky Visly v jejím 431,9 říčním km při obci Kłoda. Řeka protéká  mírně zvlněnou krajinou převážně porytou lesy a bažinatými údolími. Kolem řeky se nachází mnoho vodních ploch (rybníků). Od soutoku s řekou Szabasówka plocha rybníků, které se táhnou po obou stran řeky, dosahuje kolem 1,3 km².
U obce Domaniów byla v letech 1996–2001 postavena přehrada. Vodní nádrž je dlouhá asi sedm kilometrů, široká v rozmezí 0,5 až 2,5 km, objem vody dosahuje až 11,5 milionů metrů krychlových, průměrná hloubka je 2,5 metrů.
Do 19. století koryto řeky nebylo regulováno a v mnoha místech tekla několika koryty. Využívána byla už ve středověku a po regulaci v letech 1823–1824 byla splavná od obce Gorynia.

## Města a obce u Radomky
Radomka protéká přes následující města a vesnice:
- Przysucha
- Wieniawa
- Mniszek
- Przytyk
- Jedlińsk
- Jastrzębia
- Brzóza
- Głowaczów
- Ryczywół

| název      | přítok | délka toku (km) | rozloha povodí (km²) | poznámka, zdroj |
| ---------- | ------ | --------------- | -------------------- | --------------- |
| Leniwa     | pravý  | 15,8            | 134,6                | [ 2 ] [ 3 ]     |
| Mleczna    | pravý  | 28,7            | 348,5                | [ 2 ] [ 3 ]     |
| Tymianka   | levý   | 24,3            | 157,5                | [ 2 ] [ 3 ]     |
| Bosak      | pravý  | 18,3            | 37,9                 | [ 2 ] [ 3 ]     |
| Dobrzyca   | pravý  | 12,6            | 49,9                 | [ 2 ] [ 3 ]     |
| Wiązownica | levý   | 32,3            | 258,4                | [ 2 ] [ 3 ]     |
| Szabasówka | pravý  | 25,5            | 561,4                | [ 2 ] [ 3 ]     |